# Carolina Bori
Carolina Martuscelli Bori (São Paulo, 4 de janeiro de 1924 — 4 de outubro de 2004) foi uma psicóloga brasileira, pesquisadora na área de psicologia experimental.
Comendadora da Ordem Nacional do Mérito Científico, Carolina foi professora emérita da Universidade de São Paulo.
Uma das primeiras psicólogas brasileiras a realizar trabalhos de campo. Sua opção pela área experimental deu-se pela crença no rigor científico em psicologia. Uma das primeiras pesquisas realizadas por ela foi publicada no final da década de 1940 e tratava do preconceito racial e social. Carolina trabalhou, ao mesmo tempo, pela consolidação da Psicologia como ciência na universidade e na sociedade, e pela contribuição da Psicologia para a Educação em todos os níveis.

## Biografia
Filha de Aurelio Martuscelli e Maria Teresa Colombo, ambos imigrantes italianos, ele de Camerota (Salerno) e ela de Lagonegro (Potenza). Além de Carolina, o casal teve outros cinco filhos. 
Aos seis anos já frequentava a escola alemã, próxima à sua casa, no centro de São Paulo. Estudou na Escola Normal Caetano de Campos. Graduou-se em Pedagogia pela Universidade de São Paulo (USP) em 1947, especializando-se em Psicologia educacional também pela USP em 1948.
Concluiu o mestrado em 1952 na New School For Social Research (NSSR) de Nova Iorque (Estados Unidos). Doutorou-se em psicologia pela USP em 1954, orientada por Annita de Castilho e Marcondes Cabral, com a tese Experimentos de Interrupção de Tarefas e a Teoria de Motivação de Kurt Lewin.

## Carreira
Liderou várias campanhas sobre o exercício profissional do psicólogo e foi o registro numero um no conselho da categoria por ser a única mulher dentre os constituintes. Batalhou pelo currículo mínimo para a graduação e pela implantação do curso de pós-graduação em Psicologia. Presidiu e participou de inúmeras comissões para criação de cursos de Psicologia e de pós-graduação em todo o país defendendo a obrigatoriedade de uma porcentagem de disciplinas com trabalho de campo ou laboratório e solicitando auxílios às instituições de fomento.
Carolina Bori intermediava contatos com a administração da universidade para importar equipamentos em tempos difíceis. Fazia congressos com grupos de colaboradores e divulgava os princípios de análise do comportamento pelo Brasil propiciando condições para a vinda do professor Fred Keller, fato fundamental para a Psicologia no Brasil, como vemos em diversos artigos de revistas cientificas da época (Keller, Bori e Azzi, 1964; Keller, 1974; Bori, 1974; Kerbauy, 1983).
Como uma das poucos doutoras em Psicologia nos anos 60 e como professora em cursos de pós-graduação, Carolina orientou mais de cem teses e dissertações em uma época na qual não havia limite no número de orientandos, dadas as condições existentes. Teve parceria de trabalho e pesquisas com Lígia Maria de Castro Marcondes Machado. Formação de pesquisadores e produção de conhecimento eram suas preocupações e sempre as via como necessidade urgente. Partia da formulação do problema para tomar decisões, buscar soluções e conseguir resultados.Traduziu livros básicos para a formação dos alunos, quando eram poucas as opções bibliográficas existentes.
O nome de Carolina está ligado a associações como a Sociedade Brasileira de Psicologia (SBP), a Sociedade Brasileira para o Progresso da Ciência (SBPC) e, antes disso a Associação de Psicologia de São Paulo. Foi presidente de todas elas e membro atuante, mesmo que não estivesse participando diretamente da diretoria.
Participou das lutas para o desenvolvimento da Psicologia e Ciência no Brasil. Até o fim de seus dias, Carolina participou de comissões e organizações cientificas, debatendo o significado de ações e a necessidade de pontuar outras. Convivendo com cientistas de várias ciências no Conselho da SBPC, Carolina tinha uma visão sobre como a Psicologia deveria trabalhar para ganhar respeito de outras áreas do saber e auxiliar a sociedade em geral. Manteve a ênfase em pesquisa básica e aplicada e na colaboração com outras áreas de conhecimento.

## Morte
Carolina morreu em 4 de outubro de 2004, aos 80 anos, na capital paulista. Com o jornalista italiano Giovanni Bori teve um filho, Mario Eppler Bori, em 28 de fevereiro de 1956.

## Prêmios e honrarias
Segundo a análise de Cândido e Massimi, em artigo publicado em 2012, dentre as importantes contribuições de Carolina Bori destaca-se sua luta para melhorar a formação profissional dos psicólogos no Brasil.
- Em 1969 recebeu o título de livre-docente pela USP.
- Em 1999 recebeu o Prêmio "Fred Keller" dado pela Divisão 25 da APA

Assumiu vários cargos de presidência, dentre eles:
- Em dois períodos (Entre 1954 e 1955 e entre 1963 e 1965) – Presidente da ABP (Associação Brasileira de Psicologia)
- Entre 1984 e 1986 – Presidente da ANPEPP (Associação Nacional de Pesquisa e Pós graduação em Psicologia)
- Entre 1985 e 1987 – Presidente de Área da Comissão de Acompanhamento e Avaliação de Cursos de Psicologia do MEC (Ministério da Educação).
- Entre 1986 e 1989 – Presidente da SPBC (Sociedade Brasileira para o Progresso da Ciência)[10][11]

- Entre 1990 e 1994 – Presidente da SBP (Sociedade Brasileira de Psicologia - na época ainda como Sociedade de Psicologia de Ribeirão Preto "SPRP")
- Entre 1995 e 1996 – Presidente da Comissão de Especialistas de Psicologia do MEC (Ministério da Educação)

## Publicações

### Artigos em periódicos
- Bori, C. M (1953). O papel do experimentador e do sujeito na situação experimental. Boletim de Psicologia, 5, 9-17.
- Bori, C. M. (1954). Um curso de estatística aplicada à experimentação psicológica. Ciência e Cultura, 18, 19, 20, 18 – 21.
- Bori, C. M. (1956). Como o laboratório de psicologia estuda a expressão da personalidade. Boletim de Psicologia, 25, 26 e 27, 7-26.
- Bori, C. M., (1964). Aparelhos e o laboratório de psicologia. Jornal Brasileiro de Psicologia, 1(1), 61-65.
- BORI, C. M. ; ZANNON, C. M. L. C. SBP, 1972: relato do Plano Brasília por Fed S. Keller. Psicologia: Teoria e Pesquisa, São Paulo, v. 12, n.3, p. 191-192, 1996.
- BORI, C. M. ; TODOROV, J. C. ; SOUZA, D. G. Momentary maximizing in concurrent schedules with a minimum interchangeover interval. Journal of the Experimental Analysis of Behavior, Bloomington, v. 60, n.2, p. 415-435, 1993.
- BORI, C. M. . SBPC, ciência e tecnologia. Ciência e Cultura, São Paulo, v. 41, n.3, p. 211, 1989.
- BORI, C. M. ; DIAS, T. R. S. Proposta de um procedimento para identificar funções relativas de eventos quantitativamente diferentes. Ciência e Cultura, São Paulo, v. 39, n.7 supl., p. 892, 1987.
- Martuscelli, C. (1950). Uma pesquisa sobre aceitação de grupos nacionais, raciais e regionais em São Paulo. Boletim CXIX, Psicologia, 3. São Paulo: Universidade de São Paulo, Faculdade de Filosofia, Ciências e Letras.
- Martuscelli, C. (1955). Desenho no estudo da personalidade: a prova de desenho da figura humana. Boletim de Psicologia, 21, 22, 23 e 24, 59-62.
- Martuscelli, C. Estudo psicológico do grupo. In: Queiroz, M. I. P., Castaldi,C., Ribeiro, E. T., Martuscelli, C. (1957) Estudos de sociologia e história. São Paulo: Ed. Anhembi, pp. 84-125.
- Martuscelli, C. (1958). Percepção e arte. Boletim de Psicologia, 35 e 36, 101.
- Martuscelli, C. (1959). Experimentos de interrupção de tarefas e a teoria de motivação de Kurt Lewin. Tese doutorado. Universidade de São Paulo, SP.

### Livros
- BORI, C. M. Famílias de categorias baixa e média de status social de centros urbanos: caracterização das relações formais e informais dos membros e dos papel social dos cônjuges. São Paulo: , 1969. 158p .
- BORI, C. M. Experimentos de interrupção de tarefa e a teoria de motivação de Kurt Lewin. São Paulo: , 1959. 174p